# Durchsamsried
Durchsamsried ist ein Ortsteil der Gemeinde Röhrmoos im oberbayerischen Landkreis Dachau.

## Lage
Die Einöde liegt etwa drei Kilometer östlich des Kernortes Röhrmoos. Die kürzeste Verbindung zum Hauptort führt über die Kreisstraßen DAH 3 und DAH 4 und Gemeindeverbindungswege.

## Geschichte
Der Ort ist 1314 als Urchaim erstmals urkundlich erwähnt. Es handelt sich ursprünglich um ein ‚Heim des Uro/Urincho‘.
Durch das zweite Gemeindeedikt kam Durchsamsried 1820 zur Gemeinde Schönbrunn und wurde mit dieser im Zuge der Gebietsreform in Bayern am 1. Mai 1978 nach Röhrmoos eingegliedert.